# Tarphius gomerae
Tarphius gomerae là một loài bọ cánh cứng trong họ Zopheridae. Loài này được Franz miêu tả khoa học năm 1967.